# Adi Becker
Adolf „Adi“ Becker (* 1969 in Adenau) ist ein deutscher Arrangeur, Dirigent und Jazzmusiker (Posaune).

## Biografie
Becker absolvierte sein Studium an der Hochschule für Musik und Tanz Köln als Diplom-Instrumentalist und im Masterstudiengang an der Musikhochschule Mannheim als Arrangeur. Von 1998 bis 2023 spielte Becker als Posaunist in der Big Band der Bundeswehr, außerdem ist er als Dirigent, Solist, Arrangeur und Studiomusiker tätig. Unter anderem beteiligt er sich an dem Orchesterprojekt Tomburg Winds. Im Februar 2019 erschien Beckers erstes Solo-Album Babbelou, unter Mitwirkung von u. a. Saxophonist Eric Marienthal, Sängerin Jemma Endersby, sowie Grammy-Preisträger George Whitty am Keyboard.
Becker spielte mit vielen namhaften Orchestern und Solo-Künstlern zusammen, darunter Albert Mangelsdorff, Michael Brecker und David Liebman. Des Weiteren arbeitete er mit verschiedenen Unterhaltungskünstlern wie Heino, Brings, Bill Ramsey, Captain Jack und den Bläck Fööss zusammen. Er orchestrierte Musik für diverse TV-Shows wie TV total oder Die Carmen Nebel Show.
Als Juror betreut Becker mehrere Musikwettbewerbe wie den Deutschen Orchesterwettbewerb oder Jugend jazzt. 